# … was nicht in euren Lesebüchern steht
… was nicht in euren Lesebüchern steht ist eine Sammlung von Prosatexten und Gedichten des deutschen Schriftstellers Erich Kästner, die der Konrektor Wilhelm Rausch (* 1932) im Jahr 1968 herausgab.
Rausch fiel bei der Durchsicht von mehr als hundert Lesebüchern auf, dass sich in den Lesebüchern für zehn- bis fünfzehnjährige Schüler etwa 20 Beiträge von Erich Kästner finden ließen. Dabei handelte es sich jedoch nur um Ausschnitte aus seinen Kinderbüchern sowie um einige bekannte Gedichte und Sinnsprüche. In den Büchern für die Oberstufe der Gymnasien hingegen fand sich kein einziger Beitrag von Erich Kästner. Diese Lücke versuchte Wilhelm Rausch zu schließen.

## Inhalt
Das Buch enthält verschiedene Texte und Gedichte, die sich gegen die Trägheit des Denkens, gegen Spießertum und gegen bornierten Nationalismus wenden.

### Kurt Schmidt, statt einer Ballade
Die Ballade von Kurt Schmidt erzählt von dem trostlosen Leben eines Arbeiters und endet mit dessen Suizid nach einem langen Arbeitstag.

### Zeitgenossen, haufenweise
„Zeitgenossen, Haufenweise“ ist eines der bekanntesten Gedichte Kästners, in dem er sich über das herzlose Verhalten seiner Mitmenschen mokiert.

### Die vier archimedischen Punkte
Kästner ist der Ansicht, dass dem physikalischen Punkt, den Archimedes suchte, um die Welt aus den Angeln zu heben, vier Punkte entsprächen, damit die Welt der Menschen in die rechten Angeln hineingehoben werden könnten:
1. Jeder soll auf sein Gewissen hören.
2. Jeder soll sich Vorbilder suchen.
3. Jeder soll immer seiner Kindheit gedenken.
4. Jeder soll sich Humor erwerben.

### Fragen und Antworten
Kästner sieht einen imaginären Garten, in dem Fragen gesät werden und die Antworten wachsen. Dabei unterscheidet er folgende Formen:
- Nutzfragen, bei denen man nahrhafte Antworten erntet.
- Zierfragen, die wohltuende buntblühende Antworten hervorbringen.
- Pompöse Fragen, die Kurt Tucholsky „Proppleme“ nannte und viel Platz beanspruchen.
- Parasitäre Fragen und Antworten, die sich auf echten Antworten ansiedeln und aus zweiter Hand leben.
- Ungenießbare und giftige Antworten, die sich von den eßbaren kaum unterscheiden.
- Unkraut, das zwischen Würzkräutern und grünem Antwortkohl wuchert.

Manchmal stutzen Gärtner mächtige Antworten und Scherzbolde stecken Papierblumen zwischen echte Blumen, worüber kurzsichtige Botaniker dann dicke Bücher schreiben.
Besonders sehenswert sind Spezialbeete mit Antworten auf Fragen, die einem Normalbürger nicht in den Sinn kämen.

### Gescheit, und trotzdem tapfer
Im Januar 1946 gab Kästner zu bedenken, dass es bei dem Versuch, das Vaterland wieder aufzubauen, nicht nur auf Ziegelsteine, Gips, Baumwolleinfuhr, Saatkartoffeln, Sperrholz, Nägel, Frühgemüse und Lohnsteuerzuschläge ankomme, sondern auf den neu zu revidierenden Charakter.

### Ansprache zum Schulbeginn
In dieser fiktiven Ansprache an Abc-Schützen zeigt sich Kästner pessimistisch dem Thema Schule und Staat gegenüber:
Er fragt sich, ob es einen Sinn hat, den Kindern Ratschläge mitzugeben, und kommt zu dem wichtigsten Ratschlag, den er ihnen mit auf den Weg geben möchte:
„Laßt euch die Kindheit nicht austreiben!“

### Brief an meinen Sohn
Kästner schreibt an seinen damals noch hypothetischen Sohn.
Kästner gibt sich optimistisch und meint „eines schönen Tages wird’s dich geben.“ Er will seinem Sohn die Welt zeigen und will sein Vater sein und kein Prophet.

### Ist Politik eine Kunst?
Kästner ist der Ansicht, dass ein kleiner Kaufmann, der nur einen Bruchteil der Fehler beginge, die sich die Staatsmänner geleistet haben, aus dem Bankrott und dem Gefängnis nicht mehr herauskäme. Doch die Völker scheinen aus Gusseisen zu sein. Man kann sie in die tiefsten Abgründe stürzen und sie bleiben dennoch ganz.